# Grans Ehees
Les Grans Ehees (en grec antic: Μεγάλαι Ἠοῖαι, Megalai Ehoiai) foren un poema èpic de l'antiga Grècia. S'ha conservat solament de manera fragmentària, en citacions d'altres autors, i es tracta d'una obra d'autor desconegut, que a l'antiguitat molts atribuïen, encara que no universalment, a Hesíode.
Es tractava d'una obra semblant al Catàleg de les dones d'Hesíode, més conegut, que també era anomenat Ehees (perquè començava el «catàleg» amb la fórmula ἠ' οἷαι 'o com aquelles que [...]'): s'estructurava entorn de l'exposició d'arbres genealògics d'heroïnes, entre els que es narren els mites relatius a molts dels seus membres. Almenys disset fragments del poema han estat transmesos per les cites d'autors antics i en dos papirs del segle ii,, però donades les similituds entre les Grans Ehees i el Catàleg de les dones és possible que hi hagi fragments atribuïts al Catàleg que, de fet, procedeixin d'aquesta obra menys coneguda. De fet, la major part de l'atenció acadèmica dedicada a la poesia s'ha preocupat més per la seva relació amb el Catàleg i si el títol de Grans Ehees fa referència a una sola obra èpica independent.

## Selecció d'edicions i traduccions
Edicions crítiques
- Rzach, A. Hesiodi Carmina edition=2nd rev., 1908..
- Merkelbach, R.; West, M.L.. Fragmenta Hesiodea, 1967. ISBN 0-19-814171-8.
- Merkelbach, R.; West, M.L.. «Fragmenta selecta». A: Friedrich Solmsen. Hesiodi Theogonia, Opera et Dies, Scutum edition=3rd rev., 1990. ISBN 0-19-814071-1.
- Hirschberger, M. Gynaikōn Katalogos und Megalai Ēhoiai: Ein Kommentar zu den Fragmenten zweier hesiodeischer Epen, 2004. ISBN 3-598-77810-4..

Traduccions
- Most, Glenn W. Hesiod: Theogony, Works and Days, Testimonia. Series:Loeb Classical Library. no. 57, 2006. ISBN 978-0-674-99622-9.
- Most, G.W.. Hesiod: The Shield, Catalogue, Other Fragments. Series:Loeb Classical Library. no. 503, 2007. ISBN 978-0-674-99623-6.